# Calliderma indigofera
Calliderma indigofera är en svampart som först beskrevs av Job Bicknell Ellis, och fick sitt nu gällande namn av Largent 1994. Calliderma indigofera ingår i släktet Calliderma och familjen Entolomataceae.   Inga underarter finns listade i Catalogue of Life.